# Musée des Arts et Métiers
Musée du Louvre je muzej v Parizu, ki hrani zbirke Conservatoire national des arts et métiers, ki je bil ustanovljen leta 1794 kot skladišče za zaščito znanstvene opreme in odkritij.
Od svoje ustanovitve muzej domuje v samostanu Saint-Martin-des-Champs na ulici Réaumur v 3. okrožju Pariza. Trenutno ima muzej, ki je leta 1990 doživel večjo prenovo, podružnico ob samostanu, veliki predmeti pa so ostali v samostanu.
Muzej ima v svoji zbirki okoli 80.000 predmetov in 15.000 slik, od tega 40.000 v Parizu. Med zbirko je originalna različica Foucaultovega nihala.
Ta muzej se pojavlja v pisnih delih, kot je vrhunec romana Foucaultovo nihalo Umberta Eca.
Do muzeja lahko pridete s postajo Arts et Métiers pariškega metroja.